# Thracisch graf van Svesjtari
Het Thracisch graf van Svesjtari (Bulgaars: Свещарска гробница, Svesjtarska grobnitsa) ligt 2,5 km buiten het dorpje Svesjtari in de Bulgaarse oblast Razgrad. Het graf uit de derde eeuw v. Chr. werd in 1982 ontdekt en bevat unieke, uit half-mens, half-plant bestaande kariatiden. Het graf behoort waarschijnlijk toe aan Dromichaetes, koning van de Getae, een Thracische stam.

## Afbeeldingen

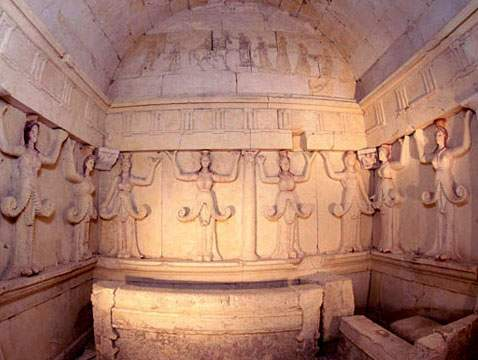
Interieur
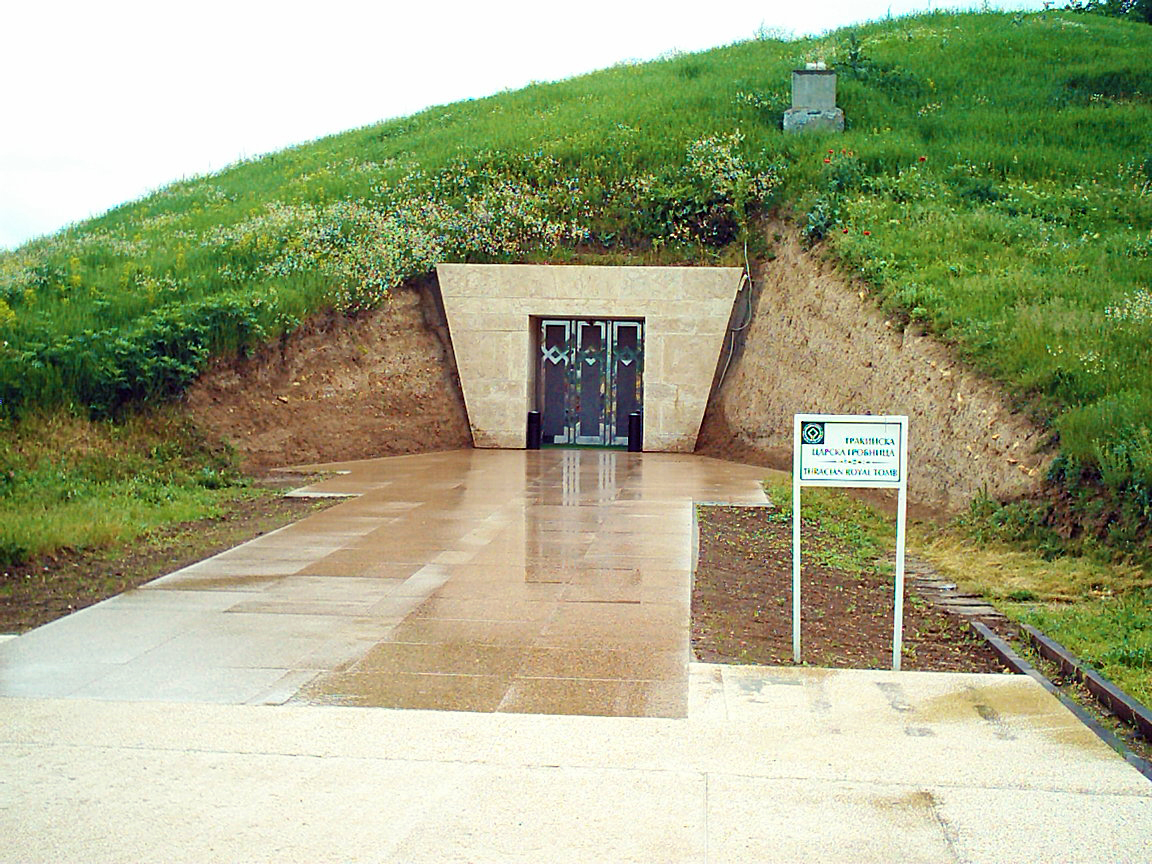
Ingang

Kerk van Bojana ·
Ruiter van Madara ·
Rotskerken van Ivanovo ·
Thracisch graf van Kazanlak ·
Oude stad Nesebar ·
Nationaal park Pirin ·
Rilaklooster ·
Natuurreservaat Srebarna ·
Thracisch graf van Svesjtari ·
Oude en voorhistorische beukenbossen van de Karpaten en andere regio's van Europa